# David Clermont-Béïque
Pour les articles homonymes, voir Clermont et Béïque.
David Clermont-Béïque est un réalisateur québécois né à Loretteville (Québec) en 1974. 

## Biographie
Formé à l’Université Concordia aux Beaux-Arts (Film Production), il a réalisé deux documentaires Chant de lumières sur la pensée du peintre Fernand Leduc, signataire du Refus Global, et Digging For Miracles sur le processus de création au théâtre avec Robert Lepage et sa compagnie Ex Machina. 

## Sources
1. ↑  Le Devoir, 14 mars 1998, p. D10
2. ↑  Le Soleil, samedi 10 mars 2001, p. G1